# Kupu (Wanasari)
Kupu is een bestuurslaag in het regentschap Brebes van de provincie Midden-Java, Indonesië. Kupu telt 7917 inwoners (volkstelling 2010).